# Championnats du monde de badminton 2013
Navigation
Londres 2011 Copenhague 2014
Les 20e Championnats du monde de badminton se sont déroulés du 5 août au 11 août 2013 à la Tianhe Indoor Gymnasium de Canton en Chine.
Après que la Chine a remporté toutes les épreuves lors des éditions 2010 et 2011 (il n'y a pas eu de compétition en 2012 car il s'agissait d'une année olympique), elle n'a cette fois remporté que 2 titres : le double dames et, surtout, le simple hommes où Lin Dan a remporté un 5e titre, un record, alors qu'il n'était même pas tête de série. Il a en effet bénéficié d'une invitation des organisateurs car son classement du moment (42e) ne lui permettait pas de se qualifier.
L'Indonésie remporte 2 autres titres et Ratchanok Intanon offre un 1er titre mondial à la Thaïlande en remportant le simple dames.

## Tirage au sort
Le tirage au sort des tableaux du tournoi a eu le 22 juillet à Canton en Chine.

## Programme
Toutes les heures sont des heures locales (UTC+8).
| Date         | Heure   | Tour             |
| ------------ | ------- | ---------------- |
| 5 août 2013  | 10 h 00 | 1er tour         |
| 6 août 2013  | 13 h 00 | 1er tour         |
| 6 août 2013  | 13 h 00 | 2e tour          |
| 7 août 2013  | 10 h 00 | 2e tour          |
| 8 août 2013  | 13 h 00 | 8e de finale     |
| 9 août 2013  | 12 h 00 | Quarts de finale |
| 9 août 2013  | 18 h 00 | Quarts de finale |
| 10 août 2013 | 12 h 00 | Demi-finales     |
| 10 août 2013 | 18 h 00 | Demi-finales     |
| 11 août 2013 | 13 h 00 | Finales          |

## Résultats

### Podiums
| Épreuve                           | Or                                | Argent                          | Bronze                                     |
| --------------------------------- | --------------------------------- | ------------------------------- | ------------------------------------------ |
| Simple hommes résultats détaillés | Lin Dan                           | Lee Chong Wei                   | Nguyễn Tiến Minh                           |
| Simple hommes résultats détaillés | Lin Dan                           | Lee Chong Wei                   | Du Pengyu                                  |
| Simple dames résultats détaillés  | Ratchanok Intanon                 | Li Xuerui                       | Bae Youn-joo                               |
| Simple dames résultats détaillés  | Ratchanok Intanon                 | Li Xuerui                       | P. V. Sindhu                               |
| Double hommes résultats détaillés | Hendra Setiawan et Mohammad Ahsan | Mathias Boe et Carsten Mogensen | Cai Yun et Fu Haifeng                      |
| Double hommes résultats détaillés | Hendra Setiawan et Mohammad Ahsan | Mathias Boe et Carsten Mogensen | Kim Ki-jung et Kim Sa-rang                 |
| Double dames résultats détaillés  | Wang Xiaoli et Yu Yang            | Eom Hye-won et Jang Ye-na       | Tian Qing et Zhao Yunlei                   |
| Double dames résultats détaillés  | Wang Xiaoli et Yu Yang            | Eom Hye-won et Jang Ye-na       | Christinna Pedersen et Kamilla Rytter Juhl |
| Double mixte résultats détaillés  | Tontowi Ahmad et Lilyana Natsir   | Xu Chen et Ma Jin               | Shin Baek-cheol et Eom Hye-won             |
| Double mixte résultats détaillés  | Tontowi Ahmad et Lilyana Natsir   | Xu Chen et Ma Jin               | Zhang Nan et Zhao Yunlei                   |

### Tableau des médailles
| Rang  | Nation       | Or | Argent | Bronze | Total |
| ----- | ------------ | -- | ------ | ------ | ----- |
| 1     | Chine        | 2  | 2      | 4      | 8     |
| 2     | Indonésie    | 2  | 0      | 0      | 2     |
| 3     | Thaïlande    | 1  | 0      | 0      | 1     |
| 4     | Corée du Sud | 0  | 1      | 3      | 4     |
| 5     | Danemark     | 0  | 1      | 1      | 2     |
| 6     | Malaisie     | 0  | 1      | 0      | 1     |
| 7     | Inde         | 0  | 0      | 1      | 1     |
| 7     | Viêt Nam     | 0  | 0      | 1      | 1     |
| Total | Total        | 5  | 5      | 10     | 20    |

## Nations participantes
345 joueurs de 49 pays participent à ces championnats. Le nombre entre parenthèses indique le nombre de participants par pays.
- Allemagne (14)
- Angleterre (12)
- Australie (2)
- Autriche (2)
- Belgique (5)
- Biélorussie (1)
- Bulgarie (4)
- Canada (3)
- Chine (26)
- Corée du Sud (18)
- Croatie (2)
- Cuba (1)
- Danemark (17)
- Écosse (6)
- Égypte (2)
- Espagne (3)
- Estonie (1)
- États-Unis (8)
- Finlande (2)
- France (5)
- Hong Kong (13)
- Inde (14)
- Indonésie (28)
- Irlande (3)
- Israël (1)
- Japon (19)
- Lituanie (1)
- Malaisie (25)
- Maurice (1)
- Mexique (3)
- Norvège (2)
- Nouvelle-Zélande (8)
- Pays-Bas (6)
- Pays de Galles (2)
- Ouganda (1)
- Philippines (4)
- Pologne (6)
- Tchéquie (5)
- Russie (14)
- Singapour (6)
- Slovaquie (1)
- Slovénie (2)
- Sri Lanka (1)
- Suède (3)
- Suisse (3)
- Taipei chinois (17)
- Thaïlande (14)
- Ukraine (7)
- Viêt Nam (1)